# Invasion Orion
Invasion Orion est un jeu vidéo de type wargame créer par Jon Freeman et Jim Connelly et publié par Automated Simulations à partir de 1979 sur Apple II, Atari 8-bit, Commodore PET et TRS-80. Le jeu fait suite à Starfleet Orion, le premier jeu d’Automated Simulations, publié en 1978. Comme celui-ci, il prend place dans un univers de science-fiction et simule des affrontements entre deux flottes de vaisseaux spatiaux. Il se distingue néanmoins de son prédécesseur grâce à son intelligence artificielle qui permet de jouer seul contre l’ordinateur. Ses créateurs vont ainsi en faire la promotion avec le slogan « votre adversaire est inclus dans le jeu ». Le jeu propose dix scénario et permet également d'en créer des nouveaux. Comme Starfleet Orion, il est à sa sortie salué pour son réalisme par le magazine Byte.

## Système de jeu
Invasion Orion est un wargame qui simule des combats tactiques entre deux flottes de vaisseaux spatiaux. Il reprend le système de jeu de son prédécesseur – Starfleet Orion (1978) – dont il se distingue par son intelligence artificielle qui permet de jouer seul contre l’ordinateur. Les premières versions du jeu permettent uniquement de jouer seul contre l’ordinateur mais des versions ultérieures incluent également une option permettant de jouer à deux,. Le jeu propose dix scénarios et trois niveaux de difficulté. Il inclut également un programme qui permet au joueur de créer des scénarios personnalisés et de concevoir ses propres vaisseaux spatiaux qu’il peut ensuite utiliser dans les différents scénarios.
Les scénarios prennent place sur des cartes constituées de cases carrées sur lesquelles apparaissent les vaisseaux spatiaux des deux camps ainsi que des planètes. Les vaisseaux spatiaux sont représentés par un numéro d’identification (un nombre ou une lettre) qui ne permet pas au joueur adverse d’identifier de quel type de vaisseau il s’agit. Le jeu se déroule au tour par tour. À chaque tour, le joueur et l’ordinateur donnent des ordres à leurs vaisseaux alternativement. Le programme exécute ensuite les ordres des deux camps simultanément. Les vaisseaux peuvent être équipés de trois types d’armes : les rayons, les torpilles et les missiles. Les rayons permettent d’endommager directement un vaisseau ennemi mais leur efficacité dépend de la distance à laquelle se trouve la cible. Ils permettent par ailleurs de tracter un vaisseau allié. Les torpilles sont tirées dans une direction et explose lorsqu’elle rencontre un vaisseau. Les missiles sont tirés en spécifiant les coordonnées d’une case et peuvent être utilisés pour détruire une torpille,. Chaque vaisseau dispose d’une quantité limité d’énergie qu’il utilise pour se déplacer et pour activer ses armes ou ses boucliers.